# 693
سنة 693 م كانت سنة بسيطة تبدأ يوم الأربعاء (الرابط يظهر نموذج التقويم الكامل للسنة) من التقويم اليولياني. بدأت تسمية السنة ب693 منذ العصور الوسطى المبكرة، عندما أصبح تقويم أنو دوميني هو الأسلوب السائد في أوروبا لتسمية السنوات.

## أحداث
- قيام عبد الملك بن مروان بتعيين أميه بن عبد الله بن خالد واليًا على خرسان

## وفيات
- عبد الله بن عمر بن الخطاب محدث وفقيه وصحابي من صغار الصحابة، وابن الخليفة الثاني عمر بن الخطاب رضي الله عنهما